# Difficulté d'un sentier
La difficulté d'un sentier est un indicatif souvent utilisé dans la description d'un sentier de randonnée et qui permet d'estimer la fatigue physiologique que génère son parcours à pied.
Soumise à une part de subjectivité, sa valeur prend généralement en compte la longueur du trajet et son dénivelé positif cumulé, les conditions météorologiques généralement constatées sur place, les dangers liés au milieu traversé ou la nature du sol foulé étant d'autres paramètres importants généralement considérés. L'altitude atteinte peut également entrer en ligne de compte, surtout lorsque le point culminant du parcours est élevé, l'oxygène venant alors à se raréfier, ce qui affecte négativement la condition physique des marcheurs.
Les guides touristiques et les panneaux d'information au départ des sentiers utilisent souvent une échelle simple, la plus basique ne comptant que trois valeurs : « facile », « de difficulté moyenne » et « difficile ». Un site spécialisé tel que Hiking Project emploie cependant des variations supplémentaires, par exemple « easy/intermediate », soit « facile/intermédiaire » en anglais, pour une évaluation qui se veut plus précise.